# Horodenka
Horodenka (în ucraineană Городенка) este un sat în comuna Studenîțea din raionul Korostîșiv, regiunea Jîtomîr, Ucraina.
Localitatea face parte din regiunea istorică Volânia, iar după tratatul de pace de la Riga din 1921 a devenit parte a Uniunii Sovietice.

## Demografie
Componența lingvistică a localității Horodenka
     Ucraineană (98,04%)
Conform recensământului din 2001, majoritatea populației localității Horodenka era vorbitoare de ucraineană (98,04%), existând în minoritate și vorbitori de polonă (1,96%).